# Schietsport op de Olympische Jeugdzomerspelen 2014
De schietsport is een van de olympische sporten die beoefend werden tijdens de Olympische Jeugdzomerspelen 2014 in Nanjing. De competitie liep van 17 tot en met 22 augustus in het Fangshan Sports Training Base. Er waren vier onderdelen: zowel voor de jongen als de meisjes een wedstrijd met het luchtpistool en het luchtgeweer over 10 meter. De jongens schoten 60 keer, de meisjes 40 keer. Er is sinds deze Spelen voor beide onderdelen ook een teamwedstrijd.

## Opzet
Elke wedstrijd bestond uit twee ronden; de kwalificatieronde en de finale. De beste acht plaatsten zich voor de finale. De scores uit beide ronden werden bij elkaar opgeteld. In de finaleronde werd op commando tegelijkertijd geschoten. In de kwalificatieronde kreeg iedereen een bepaalde tijd waarin de schoten gelost moesten worden; bij de jongens 60 schoten in 105 minuten, bij de meisjes 40 schoten in 75 minuten.

## Kalender
| Augustus    | 16 | 17 | 18 | 19 | 20 | 21 | 22 | 23 | 24 | 25 | 26 | 27 | 28 |
| ----------- | -- | -- | -- | -- | -- | -- | -- | -- | -- | -- | -- | -- | -- |
| Schietsport |    | 1  | 1  | 1  | 1  | 1  | 1  |    |    |    |    |    |    |

|  | Finale |

## Medailles

### Jongens
| Discipline        | Goud | Goud             | Zilver | Zilver          | Brons | Brons           |
| ----------------- | ---- | ---------------- | ------ | --------------- | ----- | --------------- |
| 10 m luchtpistool | UKR  | Pavlo Korostylov | KOR    | Kim Cheongyong  | FRA   | Edouard Dortomb |
| 10 m luchtgeweer  | CHN  | Haoran Yang      | ARM    | Hrachik Babayan | HUN   | Istvan Peni     |

### Meisjes
| Discipline        | Goud | Goud          | Zilver | Zilver                 | Brons | Brons       |
| ----------------- | ---- | ------------- | ------ | ---------------------- | ----- | ----------- |
| 10 m luchtpistool | POL  | Agata Nowak   | RUS    | Margarita Lomova       | KOR   | Kim Minjung |
| 10 m luchtgeweer  | SUI  | Sarah Hornung | SIN    | Martina Lindsay Veloso | GER   | Julia Budde |

### Teams
| Discipline        | Goud    | Goud                               | Zilver  | Zilver                       | Brons   | Brons                               |
| ----------------- | ------- | ---------------------------------- | ------- | ---------------------------- | ------- | ----------------------------------- |
| 10 m luchtpistool | BUL UZB | Lidia Nencheva Vladimir Svechnikov | SIN EGY | Teh Xiu Yi Ahmed Mohamed     | LAT GUA | Agate Rasmane Wilmar Madrid         |
| 10 m luchtgeweer  | EGY HUN | Hadir Mekhimar István Péni         | ARG MEX | Fernanda Russo Santos Valdés | UKR TPE | Viktoriya Sukhorukova Shao-Chuan Lu |

### Medailleklassement
| Plaats | Land        | NOC    | Goud | Zilver | Brons | Totaal |
| ------ | ----------- | ------ | ---- | ------ | ----- | ------ |
| 1      | China       | CHN    | 1    | 0      | 0     | 1      |
| 1      | Oekraïne    | UKR    | 1    | 0      | 0     | 1      |
| 1      | Polen       | POL    | 1    | 0      | 0     | 1      |
| 1      | Zwitserland | SUI    | 1    | 0      | 0     | 1      |
| 5      | Zuid-Korea  | KOR    | 0    | 1      | 1     | 2      |
| 6      | Armenië     | ARM    | 0    | 1      | 0     | 1      |
| 6      | Rusland     | RUS    | 0    | 1      | 0     | 1      |
| 6      | Singapore   | SIN    | 0    | 1      | 0     | 1      |
| 9      | Duitsland   | DUI    | 0    | 0      | 1     | 1      |
| 9      | Frankrijk   | FRA    | 0    | 0      | 1     | 1      |
| 9      | Hongarije   | HUN    | 0    | 0      | 1     | 1      |
| Totaal | Totaal      | Totaal | 4    | 4      | 4     | 12     |

Atletiek · Badminton · Basketbal · Beachvolleybal · Boksen · Boogschieten · Gewichtheffen · Golf · Gymnastiek · Handbal · Hockey · Judo · Kanovaren · Moderne vijfkamp · Paardensport · Roeien · Rugby Sevens · Schermen · Schietsport · Schoonspringen · Taekwondo · Tafeltennis · Tennis · Triatlon · Voetbal · Wielersport · Worstelen · Zeilen · Zwemmen